# Changos de Naranjito 2012-2013
Questa voce raccoglie le informazioni riguardanti i Changos de Naranjito nelle competizioni ufficiali della stagione 2012-2013.

## Organigramma societario
Area direttiva
- Presidente: ?

Area tecnica
- Primo allenatore: Luis Enrique Ruíz

## Rosa
| N° | Nome                  | Ruolo | Data di nascita  | Nazionalità sportiva |
| -- | --------------------- | ----- | ---------------- | -------------------- |
| 1  | Víctor Ruiz           | C     | 6 febbraio 1989  | Porto Rico           |
| 2  | Spencer Leiske        | S/O   | 3 maggio 1988    | Canada               |
| 3  | Edwin Santiago        | P     | 3 ottobre 1988   | Porto Rico           |
| 4  | Juan Carlos Rodríguez | P     | 1º ottobre 1992  | Porto Rico           |
| 5  | Milton Marrero        | P     | -                | Porto Rico           |
| 6  | Carlos Morales        | L     | -                | Porto Rico           |
| 7  | Sequiel Sánchez       | S     | 24 marzo 1990    | Porto Rico           |
| 8  | Luis Candelario       | C     | 11 novembre 1988 | Porto Rico           |
| 9  | Yunieski Ramírez      | S     | 13 febbraio 1986 | Porto Rico           |
| 10 | José Vélez            | S     | 31 maggio 1989   | Porto Rico           |
| 11 | Arnel Cabrera         | S     | 11 ottobre 1994  | Porto Rico           |
| 12 | Juan Rivera           | L     | -                | Porto Rico           |
| 15 | Eliezer Oyola         | C     | -                | Porto Rico           |
| 16 | Noah Marrero          | S/O   | 7 novembre 1991  | Porto Rico           |
| 19 | Jorge Mencía          | S/O   | 14 aprile 1990   | Porto Rico           |